# Кара-Алма
Кара-Алма (кирг. Кара-Алма) — село в Сузакском районе Джалал-Абадской области Кыргызстана. Входит в состав Кара-Алминского аильного округа, является его центром.

## Население
По данным переписи 2009 года, в селе проживало 2 274 человек